# کارل فرودنبرگ
کارل فرودنبرگ (آلمانی: Karl Freudenberg; ۱ ژانویهٔ ۱۸۸۶ – ۱ ژانویهٔ ۱۹۸۳) یک شیمی‌دان، و استاد دانشگاه اهل آلمان بود.